# Gojko Mitić
Gojko Mitić, in cirillico  Гojкo Митић (13 giugno 1940), è un attore e stuntman serbo con cittadinanza tedesca.

## Biografia
Diventato stuntman dopo la laurea all'Università di Belgrado, è stato ingaggiato, come altri giovani colleghi connazionali, nei western della DDR, all'epoca apprezzati da un folto pubblico, per poi entrare a far parte del cast di prim'ordine nelle pellicole del genere, impersonando figure di nativi americani, in particolare personaggi tratti dai romanzi di Karl May, che hanno contribuito a renderlo popolarissimo in buona parte d'Europa, ma non nel suo Paese d'origine, che non ha mai promosso la distribuzione di questi film; Gojko Mitić risulta ancora oggi praticamente sconosciuto sia in Serbia sia negli altri Paesi nati dalla disgregazione della Jugoslavia . Dopo il crollo del comunismo e la riunificazione della Germania è apparso soprattutto in polizieschi e in thriller. 
Mitić vive prevalentemente in Germania, dove è ancora attivo artisticamente, avendo anche da anni intrapreso una carriera teatrale.

## Vita privata
Non si è mai sposato e non ha avuto figli; la stampa rosa si è interessata a lui solo negli anni 70, quando è stato brevemente fidanzato con la collega tedesca Renate Blume.

## Omaggi
- L'asteroide 147595 Gojkomitić è dedicato all'attore.

## Filmografia parziale

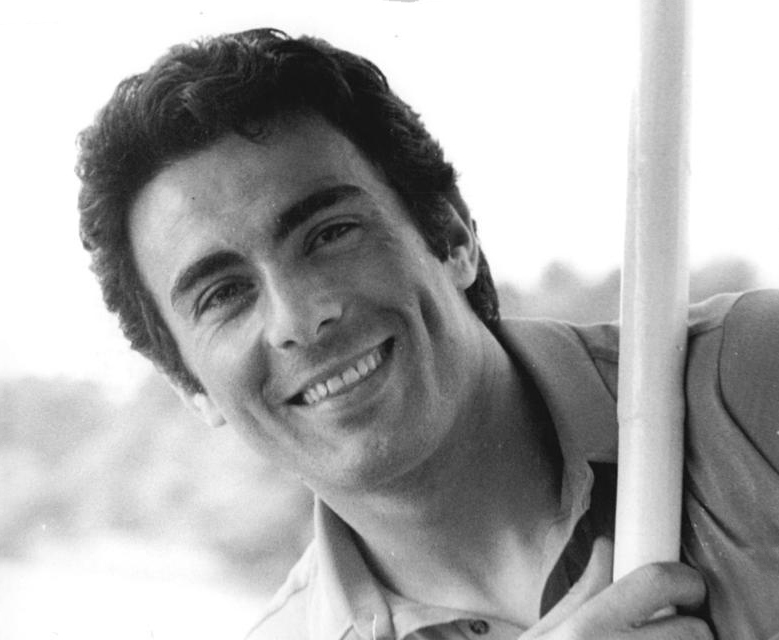
Gojko Mitić in un'immagine giovanile

- La valle dei lunghi coltelli
- Là dove scende il sole
- Cheyenne, il figlio del serpente
- Ulzana
- Balkan Line